# Quo primum tempore
Quo primum tempore è una costituzione apostolica in forma di bolla pontificia promulgata il 14 luglio 1570 da papa Pio V. Con questo documento il pontefice approvò l'edizione riformata del Messale Romano in esecuzione dei decreti del Concilio di Trento e ne estese l'uso all'intera Chiesa cattolica latina.

## Contenuto della bolla

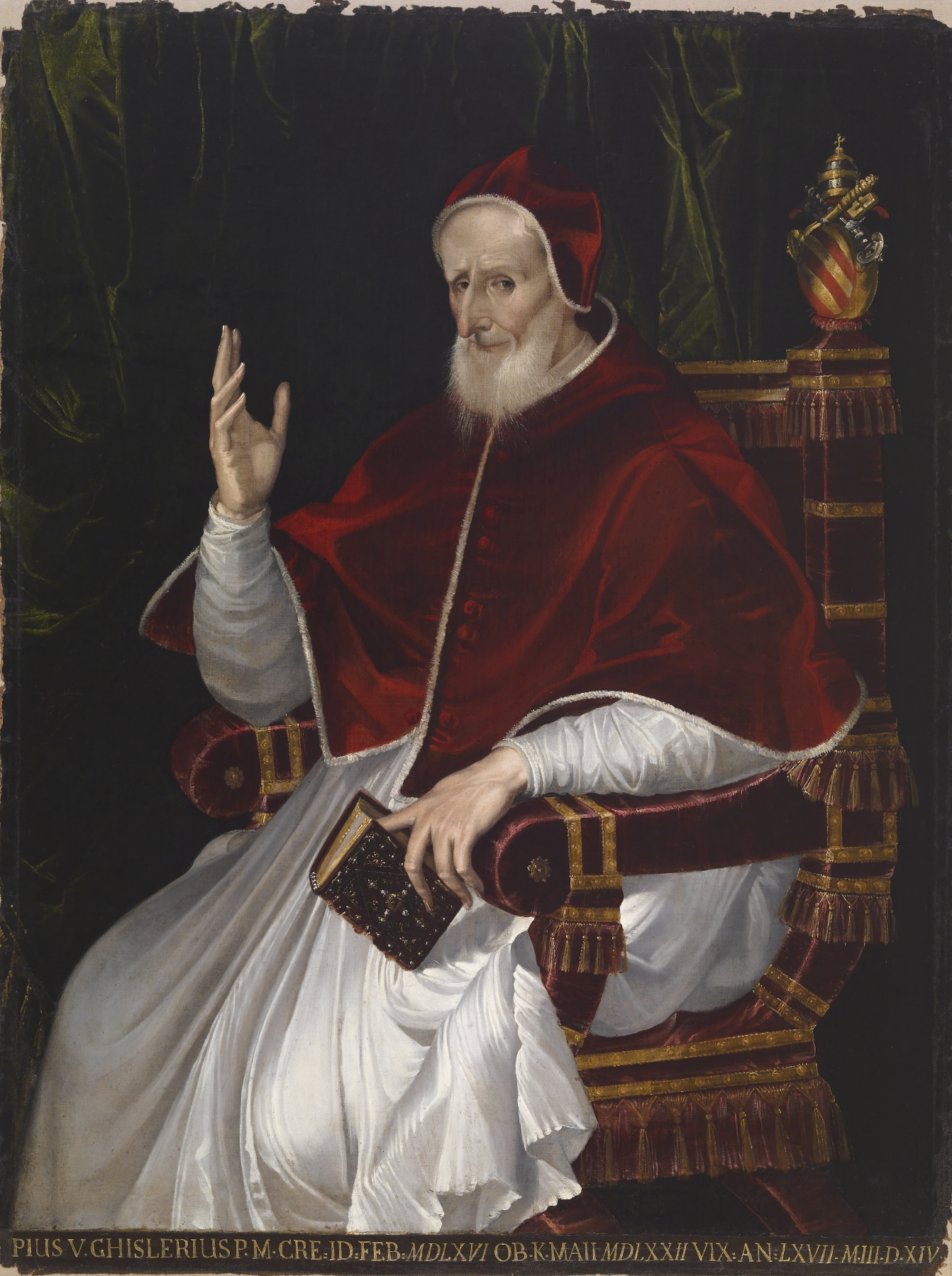
Papa Pio V

In apertura del documento il pontefice richiama i decreti della XXV sessione del Concilio di Trento, allorché i padri conciliari avevano stabilito di delegare al papa il compito di curare le edizioni riformate della Bibbia, del messale, del breviario e del catechismo. Se per la revisione delle Sacre Scritture fu istituita una commissione pontificia che porterà alla promulgazione della cosiddetta Vulgata Sixtina nel 1590, il Breviario romano riformato era già stato pubblicato dallo stesso Pio V nel 1568 con la bolla Quod a Nobis e così il Catechismo romano nel 1566.
Pio V volle accelerare il processo di compilazione del nuovo messale e ne affidò la cura a una commissione di dotti che nel corso di quattro anni portarono avanti una diligente opera di collazione dei codici liturgici conservati nella Biblioteca apostolica vaticana, al termine della quale si giunse alla definitiva edizione, che rimarrà pressoché invariata fino al 1969.
Il nuovo Messale Romano sancì pertanto l'unificazione della liturgia della Chiesa cattolica latina con l'imposizione del rito romano e contestualmente furono aboliti molti riti locali, tra i quali il rito patriarchino (in uso dei patriarcati di Aquileia, Grado e Venezia). Furono invece mantenuti in vigore, previo consenso del vescovo e del capitolo diocesano, quei riti liturgici in uso da più di duecento anni, tra i quali il rito ambrosiano (arcidiocesi di Milano), il rito mozarabico (alcune zone della Spagna), il rito di Braga (arcidiocesi di Braga), il rito lionese (arcidiocesi di Lione), il rito parigino (arcidiocesi di Parigi), il rito gallicano (alcune zone della Francia) e i riti particolari di alcuni ordini religiosi: premostratense (Canonici regolari premostratensi), domenicano (Ordine dei frati predicatori), carmelitano (Ordine della Beata Vergine del Monte Carmelo), certosino (Ordine certosino) e cistercense (Ordine cistercense).
S'impose così un'unicità e un'immutabilità che solo la Santa Sede poteva alterare, come effettivamente fece ripetutamente in una successione di edizioni del Messale Romano, in ognuna delle quali, dall'editio princeps del 1570 fino all'edizione 1962, veniva stampato il testo della Quo primum tempore di Pio V insieme a quello dei documenti dei suoi successori che autorizzavano le alterazioni.

## Successive edizioni del Messale Romano

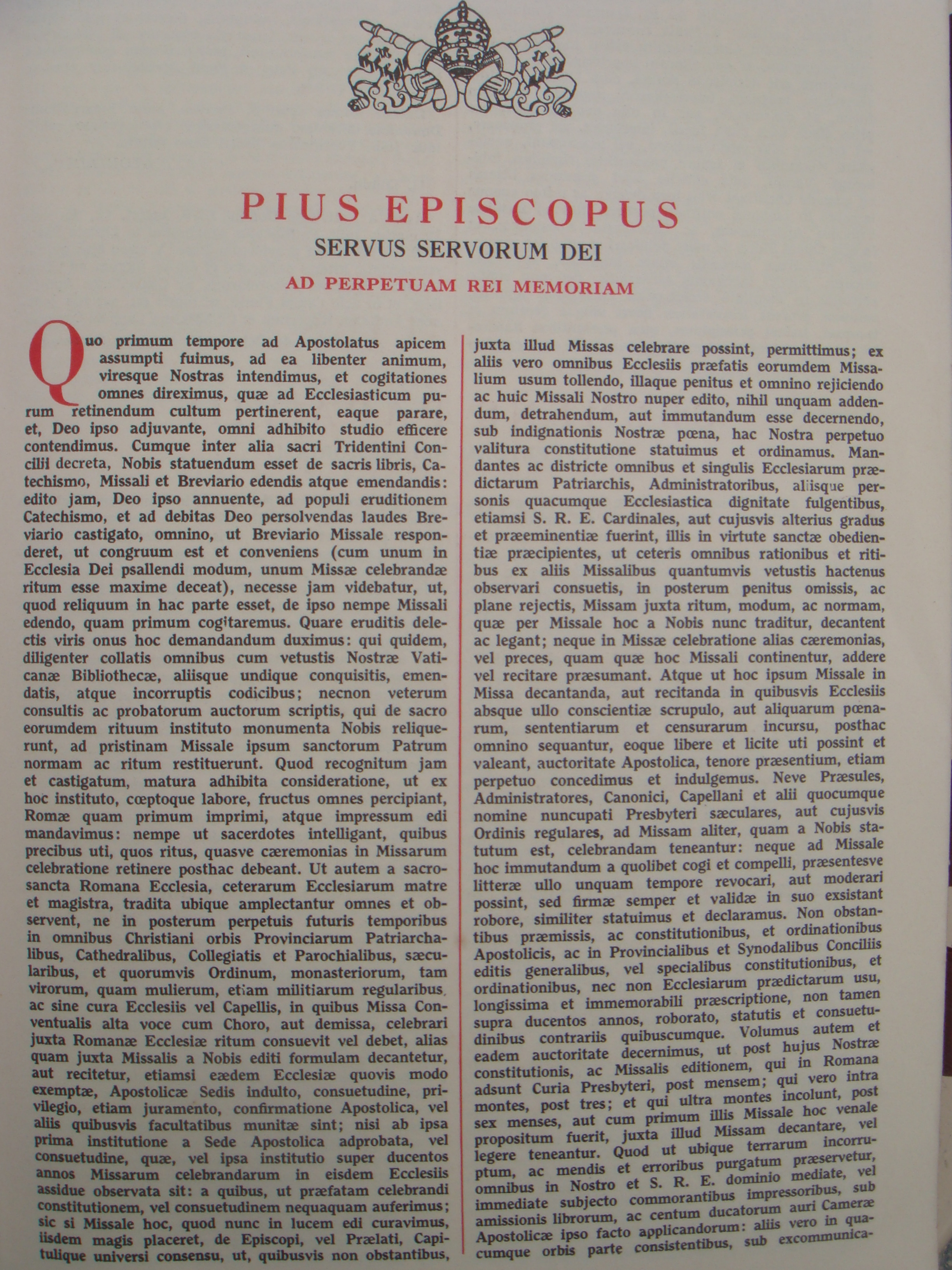
La prima pagina della Quo primum tempore

Il testo del Messale di San Pio V, il cui titolo era Missale Romanum ex Decreto Sacrosancti Concilii Tridentini restitutum, Pii V. Pont. Max. iussu editum, restò uguale nelle varie edizioni iuxta typicam pubblicate negli anni immediatamente seguenti, per esempio la aldina di Venezia del 1574.
Nel 1604, 34 anni dopo l'apparizione del Messale di San Pio V, papa Clemente VIII pubblicò, con vari cambiamenti, una nuova edizione tipica del Messale Romano, dal titolo Missale Romanum, ex decreto sacrosancti Concilii Tridentini restitutum, Pii Quinti Pontificis Maximi iussu editum, et Clementi VIII. auctoritate recognitum. Il testo del canone della Messa rimase invariato ma le rubriche furono alterate in più punti, particolarmente con l'indicazione che, dopo la consacrazione del calice, le parole Haec quotiescumque feceritis, in mei memoriam facietis, che nella messa di Pio V venivano dette dal sacerdote mentre mostrava al popolo il calice consacrato, dovevano essere dette durante la genuflessione del sacerdote prima dell'elevazione del calice. Fra gli altri cambiamenti si può menzionare che la benedizione alla fine della messa, che nel 1570 veniva data dal sacerdote con tre segni della croce, doveva essere data con un unico segno della croce, a meno che il sacerdote fosse vescovo.
Dopo altri 30 anni, il 2 settembre 1634, papa Urbano VIII promulgò una nuova revisione del Messale Romano, che così veniva chiamato Missale Romanum, ex decreto sacrosancti Concilii Tridentini restitutum, Pii V. iussu editum, et Clementis VIII. primum, nunc denuo Urbani Papae Octavi auctoritate recognitum. Non fu modificato il canone della messa.
Leone XIII pubblicò nel 1884 una nuova edizione tipica, con pochi cambiamenti a parte l'inclusione delle messe dei santi aggiunti dopo il 1634: Missale Romanum`ex decreto ss. Concilii Tridentini restitutum S. Pii V. Pontificis Maximi jussu editum Clementis VIII., Urbani VIII. et Leonis XIII. auctoritate recognitum.
Pio X intraprese una revisione che portò alla pubblicazione il 25 luglio 1920 da parte del suo successore Benedetto XV del Missale Romanum ex decreto sacrosancti Concilii Tridentini restitutum S. Pii V Pontificis Maximi jussu editum aliorum Pontificum cura recognitum a Pio X reformatum et Ssmi D. N. Benedicti XV auctoritate vulgatum. Le novità introdotte nelle rubriche formarono un nuovo capitolo dal titolo Additiones et variationes in rubricis Missalis.

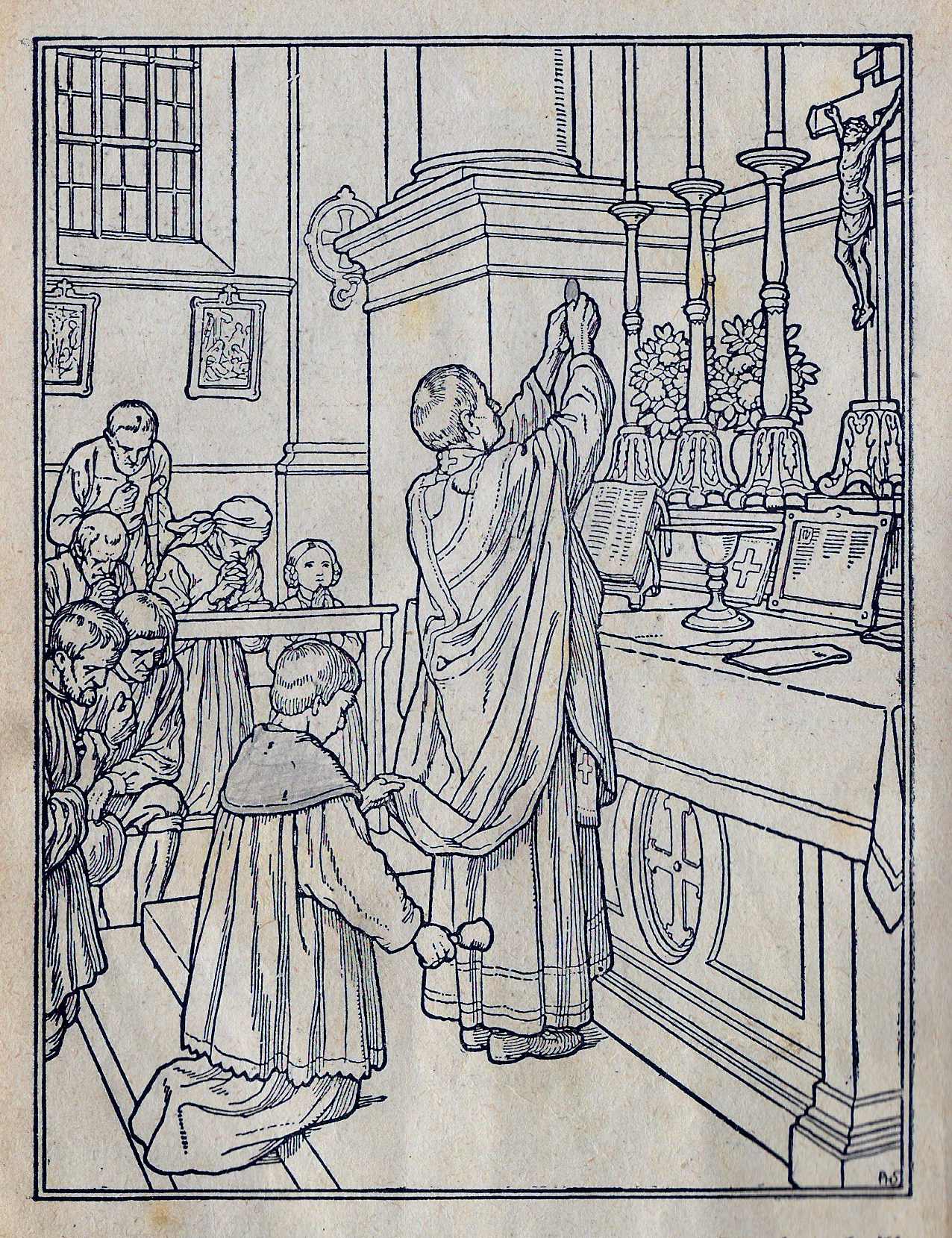
Elevazione dell'ostia durante la celebrazione eucaristica ad orientem.

Pio XII riformò profondamente la liturgia della Settimana santa e della Veglia pasquale alterandone non solo il testo ma anche l'ora della celebrazione, stabilendo che le funzioni di Giovedì santo, Venerdì santo e della Veglia pasquale fossero celebrate nel pomeriggio o nella sera.
La sesta ed ultima edizione tipica del Messale Romano "riveduto per decreto del Concilio di Trento" (ex decreto ss. Concilii Tridentini restitutum) è quella pubblicata da papa Giovanni XXIII nel 1962 e nel cui titolo non si menzionano più i nomi dei papi, Pio V incluso, che l'avevano emendato: Missale Romanum ex decreto ss. Concilii Tridentini restitutum Summorum Pontificum cura recognitum. Incorpora i cambiamenti decretati dal "Codice delle rubriche" del 1960, il cui testo è riprodotto nel Messale, dove rimpiazza due documenti dell'edizione 1920 (Rubricae generales Missalis e Additiones et variationes in rubricis Missalis). Sopprime l'aggettivo perfidis della preghiera Oremus et pro perfidis Judaeis del Venerdì santo, e inserisce il nome di san Giuseppe nel canone della messa, il cui testo era rimasto immutato dal 1604. Se si compara con l'edizione tipica precedente (1920), si nota una forte riduzione del numero di ottave e di vigilie (nel senso di una celebrazione di una giornata intera precedente una festa).
Quelli che rigettano i testi di Pio XII considerano la loro presenza nell'edizione 1962 del Messale Romano un grave difetto. Lamentano pure vari altri punti, anche minori, in cui questa edizione si differenzia da quella immediatamente precedente del 1920 e dal messale originale di Pio V quale l'abolizione dell'obbligo del sacerdote celebrante di accedere all'altare capite cooperto (con la testa coperta), cioè, nel caso del clero secolare, portando la berretta.
La successiva edizione tipica, apparsa nel 1970 invece di chiamarsi ex decreto ss. Concilii Tridentini restitutum si dichiara ex decreto sacrosancti Oecumenici Concilii Vaticani II instauratum e non presenta più il testo della Quo primum tempore, bensì quello della costituzione apostolica Missale Romanum di Paolo VI.

## Attuale situazione
Vari istituti religiosi, che d'accordo con il permesso dato dalla bolla di Pio V avevano preferito, invece di adottare il Messale tridentino, conservare i propri riti esistenti da prima del 1370 (duecento anni prima della Quo primum tempore), decisero di adottare il nuovo Messale Romano rivisto secondo i principi enunciati dal Concilio Vaticano II. Così fecero i domenicani, i carmelitani, i cistercensi, i canonici regolari premostratensi.
Anche i messali ambrosiano e mozarabico e quello dei certosini, tuttora in uso, sono stati rivisti alla luce dell'insegnamento del Concilio Vaticano II. L'arcidiocesi di Braga in Portogallo non disponeva dei mezzi per attuare una simile revisione del rito di Braga: perciò vi è stato generalmente adottato il rito romano e attualmente (2016) l'uso pubblico del rito proprio è limitato alla cattedrale e solo nella festa della Presentazione del Signore (2 febbraio), nella Domenica delle palme e nella Settimana santa.
La continuazione dell'uso del Messale Romano del 1962 dopo la pubblicazione del Messale del Vaticano inizialmente autorizzata a discrezione di alcuni vescovi diocesani (vedi Lettera Quattuor abhinc annos della Congregazione del Culto Divino in data 3 ottobre 1984). è stata liberalizzata in tutta la Chiesa latina da papa Benedetto XVI con il motu proprio Summorum Pontificum del 7 luglio 2007, che concesse ad ogni parroco la facoltà di autorizzarla senza dovere ricorrere al vescovo diocesano, come stabilito dal papa Giovanni Paolo II. Tale concessione è stata ritirata dal suo successore, papa Francesco. Nel suo motu proprio Traditionis custodes del 16 luglio 2021 ha dichiarato che è esclusiva competenza del vescovo diocesano autorizzare l’uso del Missale Romanum del 1962 nella diocesi, seguendo gli orientamenti dalla Sede Apostolica; e che le norme, istruzioni, concessioni e consuetudini precedenti, che risultino non conformi con quanto disposto dallo stesso motu proprio, sono abrogate.
La Fraternità Sacerdotale San Pio X, che rigetta il Concilio Vaticano II e le successive riforme liturgiche e non è in piena comunione con la Santa Sede, celebra la Messa esclusivamente secondo il Messale Romano del 1962. I gruppi sedevacantisti, che rigettano l'autorità di tutti i Papi post-conciliari, celebrano secondo il Messale del 1920, alcuni rigettando anche la riforma della Settimana Santa di Pio XII (tra questi la Società San Pio V e l'Istituto Mater Boni Consilii), mentre altri accettano le riforme compiute fino all'elezione di Giovanni XXIII (come la Congregazione di Maria Regina Immacolata).